# American Idiot World Tour
American Idiot World Tour – trasa amerykańskiej grupy punkrockowej Green Day. Podczas tej trasy zespół promował płytę American Idiot. Zespół swój pierwszy koncert zagrał w Los Angeles w Stanach Zjednoczonych, po czym później wystąpił na Summer Sonic Festival w Japonii, 29 sierpnia 2004 roku Green Day wystąpił w Anglii na Reading Festival. Zespół wystąpił również na Rock Am Ring w Niemczech, a 7 czerwca 2005 roku odwiedził Polskę. Zespół dał popisowy koncert w katowickim Spodku.
Pod koniec trasy zespół wydał album koncertowy i DVD zatytułowany Bullet in a Bible, który został nagrany podczas koncertu w Milton Keynes National Bowl w Anglii.

## Przebieg Trasy American Idiot World Tour[1][2]
| Ameryka Północna     | |
| 29 lipca 2004        | Grand Olympic Auditorium, Los Angeles, Kalifornia, Stany Zjednoczone                                       |
| Azja                 | |
| 7 sierpnia 2004      | Summer Sonic Festival 2004, Chiba Marine Stadium, Chiba, Japonia                                           |
| 8 sierpnia 2004      | Summer Sonic Festival 2004, WTC Open Air Stadium, Osaka, Japonia                                           |
| Europa               | |
| 24 sierpnia 2004     | Ambassador Theatre, Dublin, Irlandia                                                                       |
| 27 sierpnia 2004     | Leeds Festival 2004, Bramham Park, Leeds, Wielka Brytania                                                  |
| 29 sierpnia 2004     | Reading Festival 2004, Little John’s Farm, Reading, Wielka Brytania                                        |
| Ameryka Północna     | |
| 16 września 2004     | The Fonda Theatre, Los Angeles, Kalifornia, Stany Zjednoczone                                              |
| 18 września 2004     | Vic Theatre, Chicago, Illinois, Stany Zjednoczone                                                          |
| 20 września 2004     | Late Show with David Letterman, Nowy Jork, Nowy Jork, Stany Zjednoczone                                    |
| 20 września 2004     | AOL Sessions, Nowy Jork, Nowy Jork, Stany Zjednoczone                                                      |
| 21 września 2004     | Irving Plaza, Nowy Jork, Nowy Jork, Stany Zjednoczone                                                      |
| 22 września 2004     | Park Place, Nowy Jork, Nowy Jork, Stany Zjednoczone                                                        |
| 24 września 2004     | Phoenix Concert Theatre, Toronto, Ontario, Kanada                                                          |
| Europa               | |
| 29 września 2004     | Maida Vale Studios, Londyn, Anglia, Wielka Brytania                                                        |
| 1 października 2004  | Zeche, Bochum, Niemcy                                                                                      |
| 3 października 2004  | Fritz Radio, Poczdam, Niemcy                                                                               |
| 15 października 2004 | Later... with Jools Holland, Londyn, Anglia, Wielka Brytania                                               |
| Ameryka Północna     | |
| 16 października 2004 | Voodoo Music + Arts Experience 2004, City Park, Nowy Orlean, Luizjana, Stany Zjednoczone                   |
| 19 października 2004 | Tarrant County Convention Center, Fort Worth, Teksas, Stany Zjednoczone                                    |
| 20 października 2004 | Reliant Stadium, Houston, Teksas, Stany Zjednoczone                                                        |
| 22 października 2004 | Gwinnett Civic Center Arena, Duluth, Georgia, Stany Zjednoczone                                            |
| 23 października 2004 | U.S. Bank Arena, Cincinnati, Ohio, Stany Zjednoczone                                                       |
| 24 października 2004 | Louisville Gardens, Louisville, Kentucky, Stany Zjednoczone                                                |
| 26 października 2004 | Giant Center, Hershey, Pensylwania, Stany Zjednoczone                                                      |
| 28 października 2004 | Worcester's Centrum Centre, Worcester, Massachusetts, Stany Zjednoczone                                    |
| 29 października 2004 | Liacouras Center, Filadelfia, Pensylwania, Stany Zjednoczone                                               |
| 30 października 2004 | Continental Airlines Arena, East Rutherford, New Jersey, Stany Zjednoczone                                 |
| 31 października 2004 | Patriot Center, Waszyngton, District of Columbia, Stany Zjednoczone                                        |
| 2 listopada 2004     | Air Canada Center, Toronto, Ontario, Kanada                                                                |
| 4 listopada 2004     | Bell Centre, Montreal, Quebec, Kanada                                                                      |
| 5 listopada 2004     | Blue Cross Arena, Rochester, Nowy Jork, Stany Zjednoczone                                                  |
| 6 listopada 2004     | Cobo Arena, Detroit, Michigan, Stany Zjednoczone                                                           |
| 8 listopada 2004     | UIC Pavilion, Chicago, Illinois, Stany Zjednoczone                                                         |
| 9 listopada 2004     | US Cellular Arena, Milwaukee, Wisconsin, Stany Zjednoczone                                                 |
| 10 listopada 2004    | Target Center, Minneapolis, Minnesota, Stany Zjednoczone                                                   |
| 12 listopada 2004    | Pepsi Center, Denver, Colorado, Stany Zjednoczone                                                          |
| 13 listopada 2004    | E Center, West Valley City, Utah, Stany Zjednoczone                                                        |
| 16 listopada 2004    | Everett Events Center, Everett, Waszyngton, Stany Zjednoczone                                              |
| 17 listopada 2004    | Pacific Coliseum, Vancouver, Kolumbia Brytyjska, Kanada                                                    |
| 18 listopada 2004    | Rose Garden Arena, Portland, Oregon, Stany Zjednoczone                                                     |
| 20 listopada 2004    | Bakersfield Centennial Garden, Bakersfield, Kalifornia, Stany Zjednoczone                                  |
| 21 listopada 2004    | Cox Arena, San Diego, Kalifornia, Stany Zjednoczone                                                        |
| 22 listopada 2004    | Jimmy Kimmel Live!, Los Angeles, Kalifornia, Stany Zjednoczone                                             |
| 23 listopada 2004    | Long Beach Arena, Long Beach, Kalifornia, Stany Zjednoczone                                                |
| 24 listopada 2004    | Bill Graham Civic Auditorium, San Francisco, Kalifornia, Stany Zjednoczone                                 |
| 3 grudnia 2004       | Monterrey Arena, Monterrey, Meksyk                                                                         |
| 5 grudnia 2004       | Palacio de los Deportes, Meksyk, Meksyk                                                                    |
| 7 grudnia 2004       | The Joint at Hard Rock Hotel, Las Vegas, Nevada, Stany Zjednoczone                                         |
| 8 grudnia 2004       | Billboards Awards, MGM Grand Hotel Arena, Las Vegas, Nevada, Stany Zjednoczone                             |
| 9 grudnia 2004       | Tonight Show with Jay Leno, Burbank, Kalifornia, Stany Zjednoczone                                         |
| 12 grudnia 2004      | KROQ Almost Acoustic Christmas 2004, Universal Amphitheatre, Universal City, Kalifornia, Stany Zjednoczone |
| 31 grudnia 2004      | MTV's New Years Eve Party, Nowy Jork, Nowy Jork, Stany Zjednoczone                                         |
| 3 stycznia 2005      | Late Show with David Letterman, Nowy Jork, Nowy Jork, Stany Zjednoczone                                    |
| 4 stycznia 2005      | Late Call with Carlos Daly, Nowy Jork, Nowy Jork, Stany Zjednoczone                                        |
| 5 stycznia 2005      | MTV Studios, Nowy Jork, Nowy Jork, Stany Zjednoczone                                                       |
| 10 stycznia 2005     | MTV Studios, Berlin, Niemcy                                                                                |
| 11 stycznia 2005     | Treptow Arena, Berlin, Niemcy                                                                              |
| 12 stycznia 2005     | Heineken Music Hall, Amsterdam, Holandia                                                                   |
| 13 stycznia 2005     | TV Total, Kolonia, Niemcy                                                                                  |
| 14 stycznia 2005     | Stadthalle, Offenbach, Niemcy                                                                              |
| 15 stycznia 2005     | Sorthalle, Böblingen, Niemcy                                                                               |
| 16 stycznia 2005     | FilaForum di Assago, Assago, Włochy                                                                        |
| 17 stycznia 2005     | MTV Super Sonic, Mediolan, Włochy                                                                          |
| 18 stycznia 2005     | St. Jakobhalle, Bazylea Szwajcaria                                                                         |
| 19 stycznia 2005     | Le Zénith, Paryż, Francja                                                                                  |
| 20 stycznia 2005     | Philipshalle, Düsseldorf, Niemcy                                                                           |
| 21 stycznia 2005     | Alsterdorfer Sporthalle, Hamburg, Niemcy                                                                   |
| 23 stycznia 2005     | National Indoor Arena, Birmingham, Anglia, Wielka Brytania                                                 |
| 24 stycznia 2005     | Carling Academy Brixton, Londyn, Anglia, Wielka Brytania                                                   |
| 25 stycznia 2005     | Carling Academy Brixton, Londyn, Anglia, Wielka Brytania                                                   |
| 27 stycznia 2005     | Nottingham Arena, Nottingham, Anglia, Wielka Brytania                                                      |
| 28 stycznia 2005     | Manchester Evening News Arena, Manchester, Anglia, Wielka Brytania                                         |
| 29 stycznia 2005     | Manchester Evening News Arena, Manchester, Anglia, Wielka Brytania                                         |
| 31 stycznia 2005     | Point Theatre, Dublin, Irlandia                                                                            |
| 2 lutego 2005        | Top of the Pops, Anglia, Wielka Brytania                                                                   |
| 2 lutego 2005        | Plymouth Pavillion, Plymouth, Anglia, Wielka Brytania                                                      |
| 3 lutego 2005        | Cardiff International Arena, Cardiff, Walia, Wielka Brytania                                               |
| 5 czerwca 2005       | Sazka Arena, Praga, Czechy                                                                                 |
| 7 czerwca 2005       | Spodek, Katowice, Polska                                                                                   |
| 9 czerwca 2005       | Papp László Budapest Sportaréna, Budapeszt, Węgry                                                          |
| 11 czerwca 2005      | Heineken Jammin’ Festival 2005, Autodromo Internazionale Enzo e Dino Ferrari, Imola, Włochy                |
| 12 czerwca 2005      | Nova Rock 2005, Pannonia Fields II, Nickelsdorf, Austria                                                   |
| 18 czerwca 2005      | Milton Keynes National Bowl, Milton Keynes, Anglia, Wielka Brytania                                        |
| 19 czerwca 2005      | Milton Keynes National Bowl, Milton Keynes, Anglia, Wielka Brytania                                        |
| 25 czerwca 2005      | Greenfield Festival 2005, Flugplatz, Interlaken, Szwajcaria                                                |
| 27 czerwca 2005      | Telefónica Arena Madrid, Madryt, Hiszpania                                                                 |
| 28 czerwca 2005      | Pavello Olímpic Badalona, Barcelona, Hiszpania                                                             |
| 29 czerwca 2005      | Telefónica Arena Madrid, Madryt, Hiszpania                                                                 |
| 30 czerwca 2005      | Halle Tony Garnier, Lyon, Francja                                                                          |
| 1 lipca 2005         | Rock Werchter 2005, Werchterpark, Werchter, Belgia                                                         |
| 2 lipca 2005         | Live 8 Berlin, Festivalpladsen, Siegessäule, Berlin, Niemcy                                                |
| 2 lipca 2005         | Roskilde Festival 2005, Festivalpladsen, Roskilde, Dania                                                   |
| 3 lipca 2005         | Scandinavium, Göteborg, Szwecja                                                                            |
| 5 lipca 2005         | Quart, Kristiansand, Norwegia                                                                              |
| 7 lipca 2005         | Ahoy, Rotterdam, Holandia                                                                                  |
| 8 lipca 2005         | Oxegen 2005, Punchestown Racecourse, Naas, Irlandia                                                        |
| 10 lipca 2005        | T in the Park 2005, Balado, Kinross, Szkocja, Wielka Brytania                                              |
| Oceania              | |
| 14 grudnia 2005      | Sydney Cricket Ground, Sydney, Nowa Południowa Walia, Australia                                            |
| 17 grudnia 2005      | Telstra Dome, Melbourne, Wiktoria, Australia                                                               |

## Występy

### Summer Sonic Festival 2004[3]
1. American Idiot
2. Longview
3. Geek Stink Breath
4. Hitchin’ a Ride
5. Welcome to Paradise
6. Brain Stew
7. Jaded
8. I Fought the Law
9. Knowledge
10. Basket Case
11. She
12. King For A Day
13. Shout
14. Waiting
15. Minority
16. When I Come Around
17. We Are the Champions

### Reading Festival 2004[4]
1. American Idiot
2. Longview
3. Geek Stink Breath
4. Hitchin’ a Ride
5. Welcome to Paradise
6. Brain Stew
7. Jaded
8. 2,000 Light Years Away
9. Knowledge
10. Basket Case
11. She
12. King For A Day
13. Shout
14. I Fought the Law
15. Waiting
16. Minority
17. Maria
18. Blitzkrieg Bop
19. Ever Fallen In Love (With Someone You Shouldn't've)
20. When I Come Around
21. We Are the Champions
22. Good Riddance (Time of Your Life)

### Rock Am Ring 2005[5]
1. American Idiot
2. Jesus of Suburbia
3. Holiday
4. Are We The Waiting
5. St. Jimmy
6. Longview
7. Hitchin’ a Ride
8. Brain Stew
9. Jaded
10. Knowledge
11. Basket Case
12. She
13. King For A Day
14. Shout
15. Minority
16. Boulevard of Broken Dreams
17. We Are the Champions
18. Good Riddance (Time of Your Life)

### Spodek, Katowice, Polska[6]
1. American Idiot
2. Jesus of Suburbia
3. Holiday
4. Are We The Waiting
5. St. Jimmy
6. Longview
7. Hitchin’ a Ride
8. Brain Stew
9. Jaded
10. Knowledge
11. Basket Case
12. She
13. King For A Day
14. Shout
15. Wake Me Up When September Ends
16. Minority
17. Maria
18. Boulevard of Broken Dreams
19. We Are the Champions
20. Good Riddance (Time of Your Life)

## Lista utworów

### 1,039/Smoothed Out Slappy Hours
Disappearing Boy, Going to Pasalacqua, Paper Lanterns, Knowledge

### Kerplunk
2000 Light Years Away, Christie Road, Dominated Love Slave, Who Wrote Holden Caulfield?

### Dookie
Longview, Welcome to Paradise, Basket Case, She, When I Come Around, Coming Clean, F.O.D.

### Insomniac
Geek Stink Breath, Brain Stew, Jaded

### Nimrod
Hitchin’ a Ride, Take, Back, King For a Day, Good Riddance (Time of Your Life)

### Warning
Minority, Waiting

### International Superhits!
Maria, J.A.R. (Jason Andrew Relva)

### American Idiot
American Idiot, Jesus of Suburbia, Holiday, Boulevard of Broken Dreams, Are We the Waiting, St. Jimmy, Give Me Novacaine, She’s a Roble, Extraordinary Girl, Letterbomb, Wake Me up When September Ends, Homecoming, Whatsername

### Covery
Blitzkrieg Bop (Ramones), Dancing with Myself (Billy Idol), Ever Fallen in Love (With Someone You Shouldn't've) (Buzzcocks), I Fought the Law (The Crickets), If Only You Were Lonely (The Replacements), Knowledge (Operation Ivy), Rock the Casbah (The Clash), Shout (The Isley Brothers), Sweet Home Alabama (Lynyrd Skynyrd), We Are the Champions (Queen), Won't Get Fooled Again (The Who)

## Twórcy

### Green Day
- Billie Joe Armstrong – wokal, gitara prowadząca i rytmiczna
- Mike Dirnt – gitara basowa, wokal wspierający
- Tré Cool – perkusja, wokal wspierający

### Muzycy koncertowi
- Jason White – gitara prowadząca i rytmiczna, wokal wspierający
- Jason Freese – keyboard, pianino, saksofon, wokal wspierający
- Ronnie Blake – wokal wspierający i trąbka
- Mike Pelino – gitara rytmiczna